# Gated reverb
La Gated reverb est un effet audio qui combine une forte réverbération et un noise gate, conservant uniquement le début de la réverbération. Elle est généralement utilisée sur des éléments percussifs, comme la caisse claire d'une batterie, et crée un son massif et puissant tout en gardant le mixage global d'une grande clarté et précision.
C'est l'un des effets les plus marquants de nombreuses chansons pop et rock britanniques des années 1980. La gated reverb a été utilisée pour la première fois dans un album grand public en 1979 par le producteur Steve Lillywhite et l'ingénieur du son Hugh Padgham alors qu'ils travaillaient sur le troisième album solo éponyme de Peter Gabriel. Phil Collins jouait de la batterie sans utiliser de cymbales aux Townhouse Studios de Londres. L'effet est présent notamment dans la chanson à succès de Collins In the Air Tonight, Born in the U.S.A. de Bruce Sprinsteen, I Would Die 4 U de Prince ou encore Running Up That Hill de Kate Bush.
Contrairement à de nombreux effets de réverbération ou de delay, la gated reverb n’essaie pas de reproduire un quelconque type de réverbération qui se produit dans la nature. Outre la batterie, l'effet a parfois été appliqué au chant,. Contrairement aux autres types de réverbération qui s'éteignent de manière progressive, la gated reverb est non linéaire puisqu'elle s'arrête de façon abrupte.

## Histoire

### Découverte de l'effet (1980)

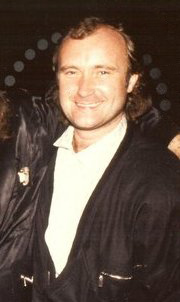
Phil Collins a abondamment utilisé la gated reverb sur ses enregistrements de batterie.

Le récit de l'invention ou de la découverte de la gated reverb varie selon les témoignages, mais ce qui est généralement raconté est que l'effet a été découvert par hasard en 1980 par le producteur Steve Lillywhite et l'ingénieur du son Hugh Padgham en 1980, lors de l'enregistrement du troisième album de Peter Gabriel. Aux Townhouse Studios de Shepherd's Bush, Lillywhite et Hugh Padgam, enregistrent Phil Collins à la batterie. Padgham explique avoir découvert le son accidentellement lorsqu'il ouvre un micro placé dans la pièce où se trouvait la batterie et utilisé par les musiciens pour communiquer avec l'ingénieur du son. Or sur les consoles SSL cette entrée "listen mic" est fortement compressée et dotée d'un noise gate, qui ne laisse passer le son qu'à partir d'un certain seuil minimum,. Ce micro, trop éloigné des instruments pour saisir l'impact sur les peaux, ne capte que le son réverbéré de la batterie dans la pièce ; le noise gate coupe la réverbération quelques dizaines de millisecondes plus tard bien avant son extinction naturelle.
Steve Lilliwhite indique au journaliste John Robb, avoir expérimenté pour la première fois cet effet d'ambiance avec une batterie lors de l'enregistrement de l'album The Scream de Siouxsie and the Banshees en 1978[source secondaire nécessaire]. Le batteur Kenny Morris jouait surtout sur les fûts, les cymbales étant "interdites"  sur plusieurs chansons (Lilliwhite ne le précise pas mais le son des cymbales composé essentiellement d'ondes réfléchies est impropre à ce type d'effet). Lillywhite explique : « Quand vous écoutez, vous pouvez entendre des éléments de ce son de pièce fermée [gated], le gros son de pièce compressé que j'ai fait sur les Banshees »[source secondaire nécessaire]. Il cite également son travail sur le single Sister Europe de Psychedelic Furs ; tout cela a été « fait avant l'album Peter Gabriel ». Néanmoins, Lillywhite reconnaît (en minimisant l'apport de Hugh Padgham qui n'est "qu'un ingénieur du son") que le son de batterie à réverbération gated a vraiment fait son apparition sous cette forme bien définie  lors de l'enregistrement de l'album Peter Gabriel en 1980 [source secondaire nécessaire].

### Diffusion
Phil Collins a ensuite largement utilisé la réverbération gated, à la fois dans son travail solo et avec d'autres artistes. Il l'a notamment utilisée sur son tube In the Air Tonight, produit par Collins et Padgham. D'autres exemples tirés de la discographie de Phil Collins incluent également Against All Odds (Take a Look at Me Now), I Don't Care Anymore, I Wish It Should Rain Down et You'll Be in My Heart, ainsi que les chansons de Genesis Mama et No Son of Mine.

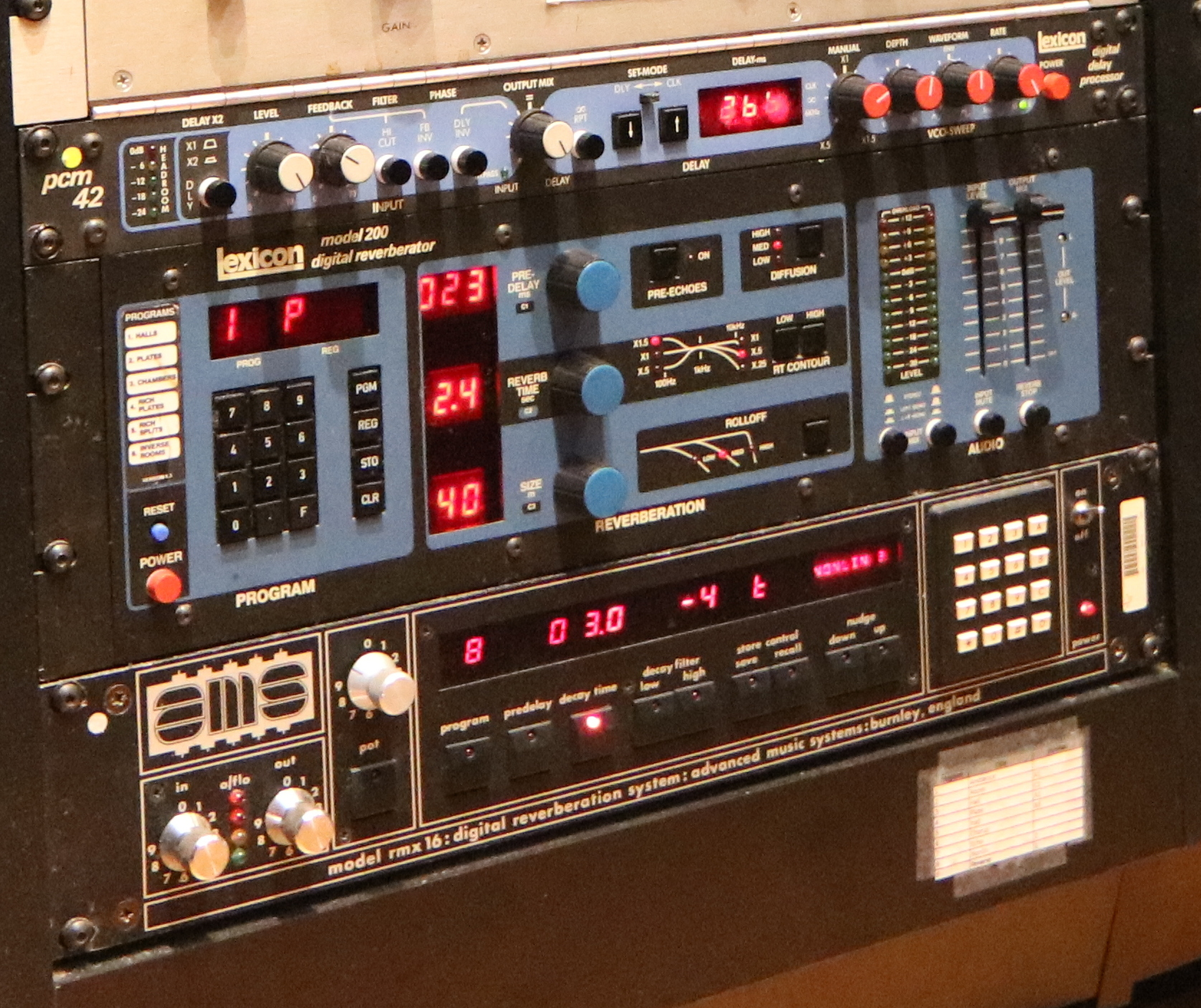
Processeurs d'effets en rack dans un studio, dont l'AMS RMX16 digital reverberation system, contenant des présets de gated reverb.

L'AMS RMX16, commercialisée en 1982, a été l'un des premiers racks de réverbération électroniques à être alimentée par un microprocesseur. Il pouvait produire des effets de réverbération sans devoir employer des méthodes autrement coûteuses et physiquement volumineuses. Le RMX16 est le premier processeur à proposer un réglage de gated reverb. Cela a permis à de nombreux producteurs d'utiliser cet effet de manière plus facile.
La réverbération gated a été utilisée sur de nombreuses pistes de batterie au cours des années 1980, au point que ce son est devenu une caractéristique déterminante de la musique pop de cette décennie. On peut notamment l'entendre sur Born in the USA de Bruce Springsteen, I Would Die 4 U de Prince ou encore Running Up That Hill de Kate Bush.
Dans les années 1990, de nombreux groupes sont revenus à une batterie au son plus naturel. Le groupe de rock américain Haim a utilisé une réverbération gated sur la batterie de Danielle Haim pour son premier album Days Are Gone (2013). En 2018, plusieurs artistes contemporains ont recommencé à incorporer cet effet dans certaines de leurs morceaux, notamment Lorde et Beyoncé.

## Méthodes de réalisation
La gated reverb peut être réalisée de plusieurs manières différentes : soit en enregistrant la réverbération d'une pièce, soit en utilisant un processeur d'effets pour générer la réverbération. Dans les deux cas, la réverbération est ensuite traitée par un noise gate.

### En utilisant la réverbération d'une pièce
La technique la plus ancienne et la plus « naturelle » pour reproduire une gated reverb requiert peu de traitement électronique. Les étapes sont les suivantes :
1. La batterie et tous les micros sont placés dans une salle très résonnante (une salle avec d'énormes quantités de réverbération et des réflexions particulièrement précoces sur ses murs, son plafond et son sol).
2. Au moins deux microphones sont installés : un ou plusieurs micros de proximité (pour capter le coup lui-même sur la caisse claire et les toms) et un ou plusieurs micros d'ambiance (pour capter le son ambiant). Habituellement, une paire stéréo est également impliquée qui capture l’image stéréo aérienne ou les cymbales (overheads)
3. Une compression à gain élevé est appliquée aux micros d'ambiance pour capturer les détails les plus silencieux du son de réverbération (facultatif)[14].
4. Les micros d'ambiance sont alimentés via un noise gate avec un déclencheur externe séparé.
5. Les micros proches sont utilisés comme déclencheur du noise gate.
6. Le temps de maintien du noise gate est réglé à environ une demi-seconde (ce serait une durée réelle du son de frappe sur la batterie), suivi d'un temps de relâchement rapide. Cela fait que le gate ne laisse passer que la première demi-seconde de réverbération après chaque coup de batterie, avant de se refermer.
7. les sons du micro proche et d'ambiance sont mélangés.

Il en résulte un son de batterie au son massif, mais qui est rapidement coupé, sans les réflexions secondaires associées à la réverbération. Cette technique a notamment été utilisée par Phil Collins sur In the Air Tonight.

### Avec un processeur d'effets
En utilisant un processeur de réverbération, une chambre d'écho ou une émulation numérique de l'un ou l'autre (en rack ou en plugin), il est possible de reproduire ce schéma, avec un traitement en parallèle :
1. Quelle que soit l'élément de la batterie sur lequel l'effet est utilisé, il nécessite au moins un microphone installé à proximité pour l'enregistrer. Les microphones d'ambiance sont inutiles et le son peut être obtenu dans des pièces acoustiquement « vivantes » ou « mortes », puisque toute la réverbération est produite par le processeur d'effets.
2. Une réverbération est appliquée en parallèle sur le son du micro rapproché, puis le signal est envoyé dans l'entrée du noise gate[14]
3. Le même son provenant du micro proche est envoyé à l'entrée clé du noise gate. C'est le niveau sonore de ce signal qui va déclencher le noise gate, selon le principe du side-chain[1].
4. Les sons « wet » et « dry » (c'est-à-dire respectivement le son de la réverbération coupée et le son de la batterie brute) sont mixés ensemble.

Cette configuration ne nécessite pas de salle spécifique pour obtenir une réverbération améliorée du son de batterie et l'effet peut donc être reproduit lors de concerts sans grande difficulté avec des processeurs d'effet externes.
Enfin, certains processeurs d'effets proposent des présets de gated reverb qui ne nécessitent pas de noise gate.